# Nieuw-Beijerland
Nieuw-Beijerland is een dorp in het westen van de Hoeksche Waard (Zuid-Holland) met ongeveer 4.410 inwoners (2023).
Het dorp is gelegen aan het Spui, een getijrivier. Het water in de omgeving van Nieuw-Beijerland is nog aan de invloed van de getijden onderhevig. Er is een veerpontverbinding met Hekelingen bij Spijkenisse.

## Geschiedenis
Nieuw-Beijerland werd in 1582 gesticht als voorstraatdorp, nadat de bedijking van de polder Nieuw-Beijerland en Nieuw-Piershil gereed was gekomen. Het dorp ligt in de noordoostelijke hoek van de gelijknamige polder en kreeg een planmatige aanleg, bestaande uit drie straten die de dijk volgen en drie straten die daar haaks op staan. Nieuw-Beijerland vormde tot 1984 een afzonderlijke gemeente. Bastiaan Kolbach, de laatste burgemeester van Nieuw-Beijerland, werd in dat jaar burgemeester van Korendijk, waarin Nieuw-Beijerland samen met de gemeenten Goudswaard, Piershil en Zuid-Beijerland opging. Sinds 2019 maakt Nieuw-Beijerland deel uit van de fusiegemeente Hoeksche Waard. Het dorp wordt sinds 2013 aan de zuidkant uitgebreid.
Op 27 augustus 2022 werd de buurtschap Zuidzijde, ten zuiden van het dorp, zwaar getroffen toen tijdens een buurtfeest een vrachtwagen vanaf de dijk op een groep barbecueënde mensen inreed. Bij het ongeluk vielen volgens opgave van burgemeester Charlie Aptroot zeven doden (inclusief een ongeboren kind) en zeven gewonden.

## Sport
De plaatselijke voetbalvereniging heet NBSVV en is opgericht in 1949, de thuishaven is het sportpark De Kreek. De banen van de plaatselijke tennisvereniging TV de Molen zijn gelegen aan het industrieterrein. Het dorpshuis de Swaensvoet beschikt over een gymzaal.

## Molen
De eerste Nieuw-Beijerlandse molen werd gebouwd rond de jaren 1700, kort na het ontstaan van de polder. In 1703 werd de molen Windlust gebouwd, tegenwoordig De Swaen geheten. Dit was in de achttiende eeuw een dwangmolen, wat inhield dat men verplicht was zijn graan hier te laten malen. Evenals de hervormde kerk is het een rijksmonument.

## Geboren in Nieuw-Beijerland
- Nicolaas Hendrik Beversluis (1850-1931), predikant van de Gereformeerde Gemeenten
- Frans Moree (1937-2024), politicus
- Henk G. van Putten (1946), organist
- Cees Veerman (1949), politicus

## Aangrenzende woonplaatsen
| aangrenzende woonplaatsen | aangrenzende woonplaatsen | aangrenzende woonplaatsen | aangrenzende woonplaatsen | aangrenzende woonplaatsen |
| ------------------------- | ------------------------- | ------------------------- | ------------------------- | ------------------------- |
| Spijkenisse               |                           |                           |                           | Oud-Beijerland            |
|                           |                           |                           |                           |                           |
|                           | Klaaswaal                 |                           |                           |                           |
|                           |                           |                           |                           |                           |
| Piershil                  |                           |                           |                           | Zuid-Beijerland           |

## Afbeeldingen

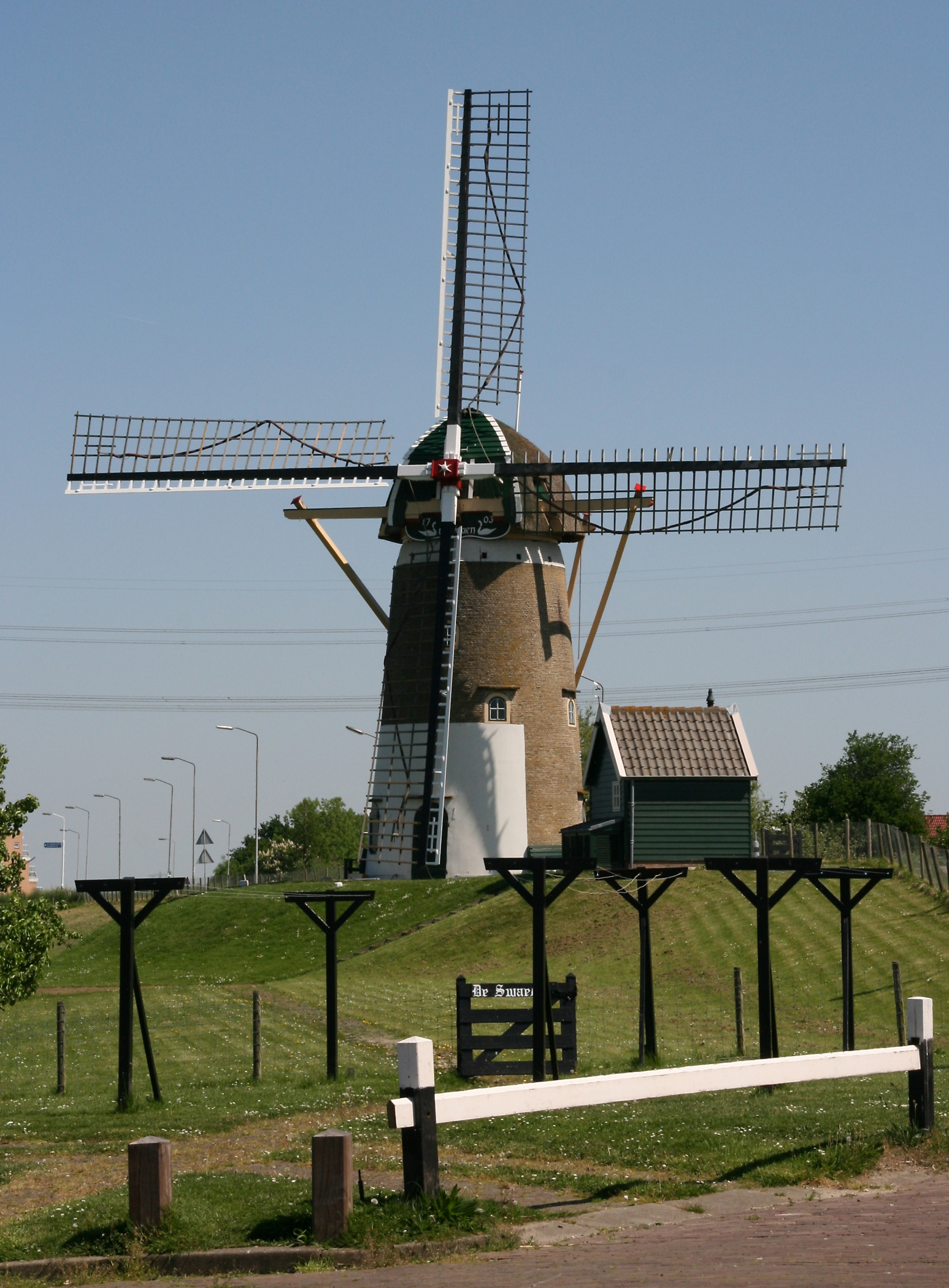
De Swaen
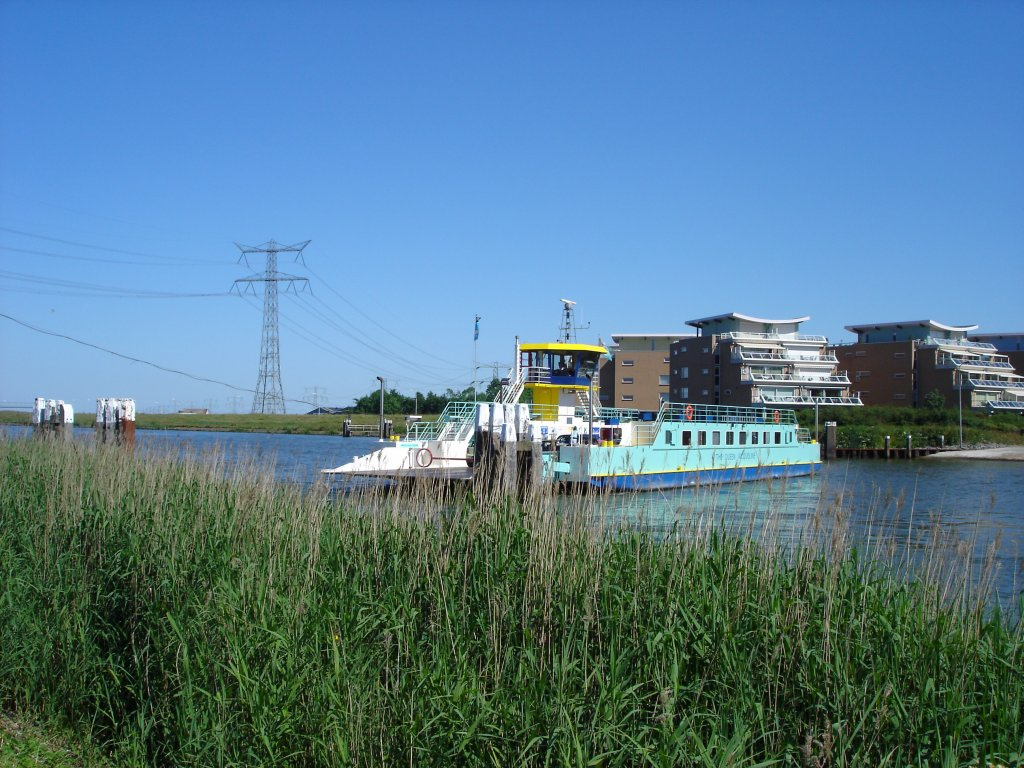
Het veer
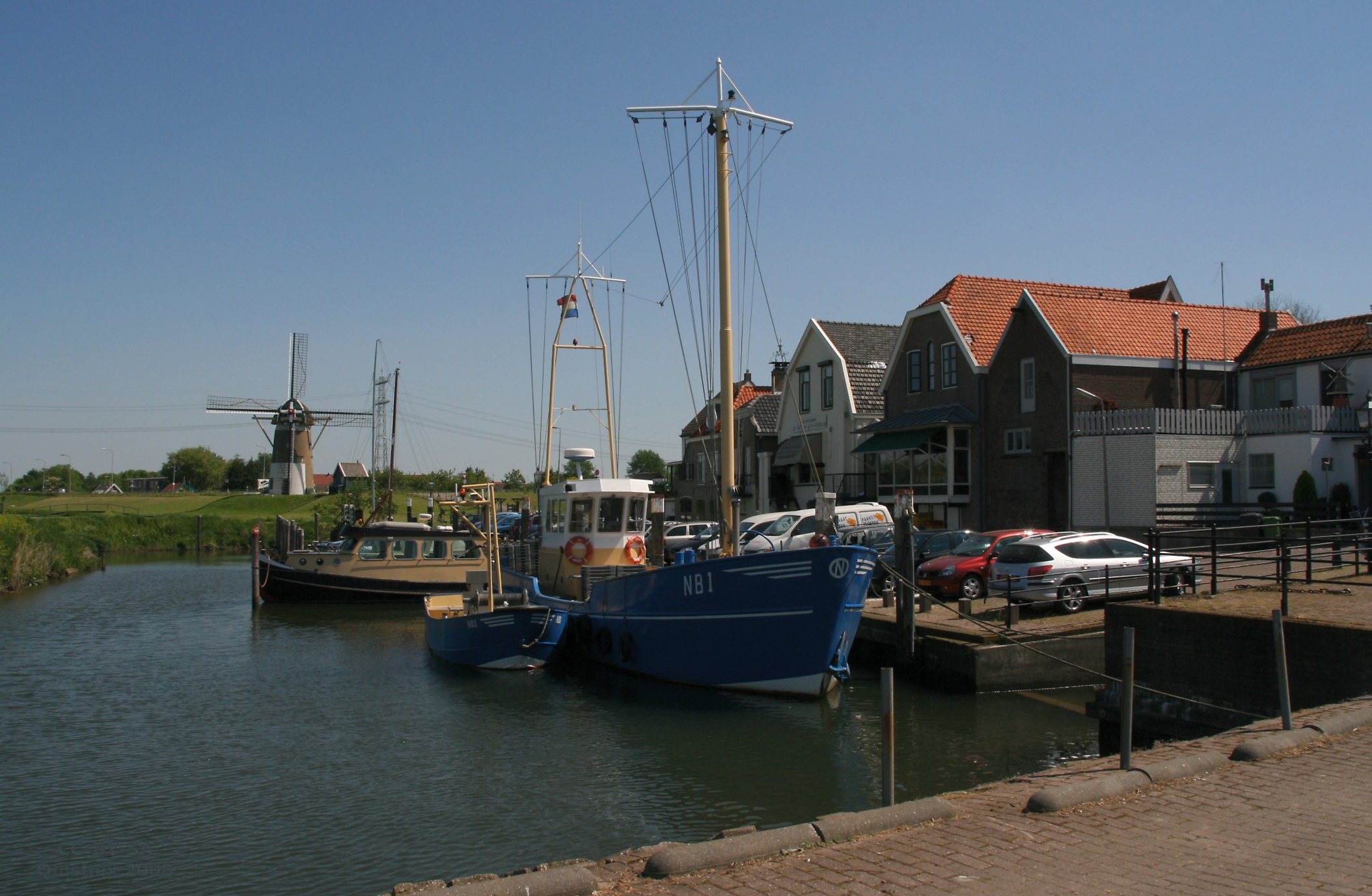
Haven